# Mački
Mački este o localitate din comuna Velike Lašče, Slovenia, cu o populație de 26 de locuitori.